# Farrell (Pennsylvania)
Farrell è un comune (city) degli Stati Uniti d'America, situato nello stato della Pennsylvania, nella contea di Mercer.